# Деян Дражич
Деян Дражич (серб. Дејан Дражић; нар. 26 вересня 1995, Сомбор, Югославія) — сербський футболіст, нападник братиславського «Слована».
7 серпня 2015 року уклав п'ятирічну угоду із іспанською командою «Сельта».

## Досягнення
- Чемпіон Словаччини (1):

«Слован»: 2018/19
- Володар Супер Кубка Індії (1):

«Гоа»: 2025